# V型引擎

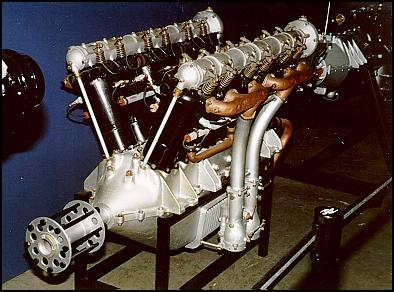
雷諾公司的12-F活塞發動機，汽缸的排列型態是V字形

V型引擎（英語：V engine）是指活塞發動機的气缸分列在曲軸的兩側，在該方向上呈現出V字形。這種排列方式相較於水平直線排列的設計，可以減少發動機的長度，高度和重量。
V型發動機的汽缸排列並非垂直於曲軸，而是有一個角度，兩排汽缸之間的角度取決於汽缸的數量以及運作順暢的考量而有不同，比較常見的角度包括60度與90度。
由於V型發動機的汽缸是朝外側傾斜，因此發動機上側的寬度較大，使用於單引擎飛機時，會影響到飛行員的視野。

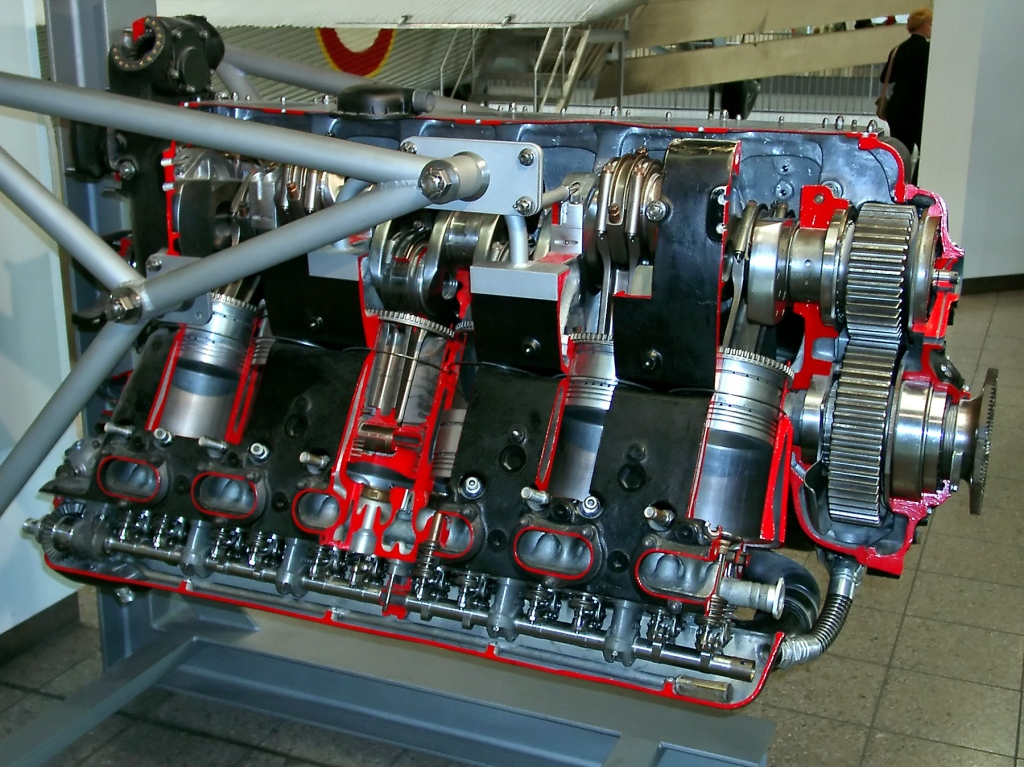
汽缸呈倒V字形排列設計的德國DB 601發動機，可以與上圖的外形作比較

另外一種類似的設計是將汽缸的排列方式上下顛倒，成為倒V字形的組合，這種設計以二次世界大戰時期德國使用的DB 601發動機系列最為有名。這種設計可以減小發動機上側的寬度，改善飛行員的視野，同時能夠降低重心的高度。